# Ford Fairmont
 (décembre 2021).
 (février 2021).
La mise en forme du texte ne suit pas les recommandations de Wikipédia : il faut le « wikifier ».
Les points d'amélioration suivants sont les cas les plus fréquents. Le détail des points à revoir est peut-être précisé sur la page de discussion.
- Les titres sont pré-formatés par le logiciel. Ils ne sont ni en capitales, ni en gras.
- Le texte ne doit pas être écrit en capitales (les noms de famille non plus), ni en gras, ni en italique, ni en « petit »…
- Le gras n'est utilisé que pour surligner le titre de l'article dans l'introduction, une seule fois.
- L'italique est rarement utilisé : mots en langue étrangère, titres d'œuvres, noms de bateaux, etc.
- Les citations ne sont pas en italique mais en corps de texte normal. Elles sont entourées par des guillemets français : « et ».
- Les listes à puces sont à éviter, des paragraphes rédigés étant largement préférés. Les tableaux sont à réserver à la présentation de données structurées (résultats, etc.).
- Les appels de note de bas de page (petits chiffres en exposant, introduits par l'outil «  Source ») sont à placer entre la fin de phrase et le point final[comme ça].
- Les liens internes (vers d'autres articles de Wikipédia) sont à choisir avec parcimonie. Créez des liens vers des articles approfondissant le sujet. Les termes génériques sans rapport avec le sujet sont à éviter, ainsi que les répétitions de liens vers un même terme.
- Les liens externes sont à placer uniquement dans une section « Liens externes », à la fin de l'article. Ces liens sont à choisir avec parcimonie suivant les règles définies. Si un lien sert de source à l'article, son insertion dans le texte est à faire par les notes de bas de page.
- La présentation des références doit suivre les conventions bibliographiques. Il est recommandé d'utiliser les modèles {{Ouvrage}}, {{Chapitre}}, {{Article}}, {{Lien web}} et/ou {{Bibliographie}}. Le mode d'édition visuel peut mettre en forme automatiquement les références.
- Insérer une infobox (cadre d'informations à droite) n'est pas obligatoire pour parachever la mise en page.

Pour une aide détaillée, merci de consulter Aide:Wikification.
Si vous pensez que ces points ont été résolus, vous pouvez retirer ce bandeau et améliorer la mise en forme d'un autre article.
Pour les articles homonymes, voir Ford Fairmont (Australie).
Ne doit pas être confondu avec Ford Fairlane.
La Ford Fairmont est une automobile compacte qui a été produite par Ford entre les années modèles 1978 et 1983. Successeur de la Ford Maverick, la Fairmont était la troisième génération de berlines compactes vendues par Ford en Amérique du Nord; Mercury a commercialisé la gamme de modèles sous le nom de Mercury Zephyr. Contrairement à la Maverick, la Fairmont avait un design complètement nouveau, ne reposant plus sur la Ford Falcon.
Les gammes de modèles inaugurant la plate-forme Fox à propulsion arrière de Ford, la Fairmont et la Zephyr, ont formée la base de douze gammes de modèles supplémentaires pour Ford et Lincoln-Mercury qui resteraient en production jusqu'à l'année modèle 1993. Contrairement à sa prédécesseur, la Fairmont était offerte en quatre configurations de carrosserie différentes.
Au cours de sa production de sept ans sur une seule génération, la Fairmont / Zephyr a été produite par Ford dans plusieurs installations à travers l'Amérique du Nord. Le 100 millionième véhicule produit par Ford était un coupé Fairmont Futura de 1978 assemblé le 15 novembre 1977. Au fur et à mesure que l'utilisation de la traction avant était étendue à l'ensemble de sa gamme de modèles, Ford a remplacé la Fairmont par la Ford Tempo pour l'année modèle 1984.

## Contexte et développement
En avril 1973, l'EPA américaine a publié sa liste complète des résultats d'économie de carburant
:150. En octobre de la même année, la crise pétrolière de 1973 a éclaté. À l'époque, la gamme des produits nord-américains de Ford comprenait les sous-compactes Pinto et Mustang II et la compacte Maverick, mais des remplaçantes pour tous ces modèles seraient bientôt nécessaires. Dans le même temps, la gamme Cortina de Ford Angleterre avait besoin d'être rafraîchie, tout comme le modèle Taunus construit par Ford Allemagne:151.
Des changements se produisaient également au niveau de la direction de Ford, car William O. Bourke, ancien président de Ford Europe et ancien directeur général de Ford en Australie, a été nommé vice-président exécutif des opérations nord-américaines et Robert Alexander, auparavant chez Ford Europe en tant que vice-président chargé du développement automobile, est passé au même poste aux États-Unis:112.
Hal Sperlich était vice-président de la planification des produits et de la recherche chez Ford. Adepte de la réduction, Sperlich a conçu une "voiture mondiale" qui pourrait être vendue en Europe et en Amérique du Nord en tant que solution aux besoins des différentes divisions:150, 151.
En décembre 1973, le président de Ford, Lee Iacocca, a officiellement approuvé le développement de la plate-forme Fox
:96. Le nom de la plate-forme a été emprunté à l'Audi 80, vendue aux États-Unis et en Australie sous le nom «Audi Fox»
:257. Les dirigeants européens de Ford, dont beaucoup sont maintenant de retour aux États-Unis, ont considéré les Audi 80 comme leur concurrente sous-compacte de premier plan et en ont fait la référence de base pour la nouvelle plateforme:165, 166.
Bien que la Fairmont soit la première voiture basée sur la plate-forme Fox à arriver sur le marché, le développement a été guidé par un coupé basé sur la nouvelle plate-forme:99.
Le développement a commencé au début de 1973 à la fois sur une version à empattement court, pour remplacer les gammes Pinto / Cortina / Taunus, et une version à empattement long, qui deviendrait la Fairmont:151. En 1974, les difficultés rencontrées pour répondre aux exigences réglementaires contradictoires sur les différents marchés et les différentes méthodes de production utilisées par les différentes divisions avaient tué l'idée de la voiture mondiale:12. En 1975, North American Automobile Operations a repris le développement de la plate-forme Fox du groupe de planification et de recherche des produits de Sperlich.
Le premier prototype de Fox / Fairmont fonctionnant était une Cortina modifiée avec une suspension avant à jambe de force MacPherson et à barre de torsion:151.
Un break Fairmont de 1980 converti en véhicule électrique par Electric Vehicles Associates Inc. et renommé EVA Current Fare Wagon a été évalué par le département américain de l'Énergie de mars 1980 à novembre 1981.

## Aperçu du modèle
La Ford Fairmont a été lancée en août 1977 en tant que modèle de 1978. Le nom a été utilisé pour la première fois par Ford en 1965 pour la Fairmont australienne, un modèle haut de gamme de la Ford Falcon (XP), et avait également été utilisé sur le marché sud-africain en 1969.

### Spécifications du châssis
La Fairmont est basée sur la plate-forme Fox à propulsion arrière de Ford, utilisant une construction monocoque en acier. La suspension avant indépendante comprenait des bras latéraux inférieurs, des jambes de force MacPherson et des ressorts hélicoïdaux à enroulement hélicoïdal. Dans ce que Ford appelait le système de jambe de force MacPherson modifié ou hybride, les ressorts hélicoïdaux étaient montés séparément des jambes de force plutôt que concentriquement, étant situés entre le bras inférieur et la traverse avant. Une barre anti-roulis avant était un équipement standard. La suspension arrière utilisait un essieu solide suspendu à des ressorts hélicoïdaux et des amortisseurs montés verticalement. L'essieu était localisé par quatre maillons; deux bras oscillants inférieurs et deux bras de commande supérieurs fortement inclinés.
La Fairmont est dotée de freins assistés, avec des disques avant ventilés de 10 pouces et des tambours arrière de 9,0 x 1,8 pouces. Les roues et les pneus standard étaient respectivement 14x5,0 et DR78-14:32, 33. La direction était un système à crémaillère et pignon avec 3,2 tours de verrouillage à verrouillage.

### Groupe motopropulseur
Pour l'ensemble de sa production, le moteur standard de la Fairmont était un quatre cylindres en ligne de 140 pouces cubes (2,3 L) (partagé avec la Pinto). Produisant initialement 88 ch, après plusieurs révisions, la puissance est passée à 90 ch jusqu'en 1983. Le moteur de 2,3 L était initialement associé à une boîte manuelle à 3 vitesses (remplacée par une 4 vitesses en 1979), avec une boîte automatique à 3 vitesses proposée en option. Pour 1980 seulement, une version turbocompressée à 120 ch du moteur 2,3 L (partagée avec la Mustang Cobra) était disponible dans les berlines et coupés Fairmont. Les exemplaires avec moteur turbocompressé étaient distingués par un capot à bombement central.
En option, un moteur six cylindres en ligne de 200 pouces cubes (3,3 L) (partagé avec la Maverick et la Granada) a été offert des années modèles 1978 à 1983. Tout en offrant moins de puissance que le quatre cylindres en ligne de 2,3 L, le six cylindres en ligne de 3,3 L produit beaucoup plus de couple. Pour 1978, la transmission standard était une manuelle à 3 vitesses (remplacée par une 4 vitesses pour 1979); une boîte automatique à 3 vitesses était proposée en option.
Pour les années modèles 1978 à 1981, la Fairmont était offerte avec deux moteurs V8 Windsor différents (partagés avec les véhicules de taille moyenne et full-size de Ford). Pour 1978 et 1979, un V8 139 chevaux de 302 pouces cubes (4,9 L) était offert, disponible avec une transmission manuelle à 4 vitesses pour l'année modèle 1979 seulement. Il a été remplacé par un V8 115 chevaux de 255 pouces cubes (4,2 L) pour 1980 et 1981. Le moteur 255 était exclusivement associé à une transmission automatique à 3 vitesses.

### Conception de la carrosserie
La Fairmont a fait ses débuts en 1978 avec trois configurations de carrosserie; une berline deux portes, une berline quatre portes et un break cinq portes. À la fin de l'année modèle 1978, un coupé deux portes a été introduit; nommé Futura, le nom a ravivé le niveau de finition sportive utilisé pour la Ford Falcon des années 1960.
La Fairmont Futura a été développée à partir d'une proposition de conception de Thunderbird basée sur une Fairmont de mars 1976. La Futura était un coupé deux portes qui se distinguait par une ligne de toit spécifique au modèle qui comportait un montant B enveloppant semblable à celui de la Ford Thunderbird de 1977-1979, mais sans fenêtres d'opéra. Le carénage arrière a également reçu sa propre conception de feux arrière enveloppants. Pour différencier davantage la Futura de la Fairmont standard, le coupé a été équipé du carénage à 4 phares de la Zephyr, et une calandre à hachures croisées a été utilisée à la place de la calandre standard de style caisse à œufs. Pour l'année modèle 1980, Ford a élargi la plaque signalétique Futura pour inclure une berline quatre portes et a ajouté un break Futura pour 1981.
Pour 1981, la garniture extérieure a été révisée avec l'ajout d'une bande de moulage mince le long des panneaux extérieurs latéraux; l'équipement de commodité a également été augmenté. Pour 1982, plusieurs révisions du modèle ont été apportées. Ford a déplacé le break Fairmont à la gamme de modèle Granada et la finition Futura est devenue la seule finition, s'élargissant à la berline deux portes pour la première fois. En effet, cela a standardisé le carénage avant à quatre phares (du coupé Futura et de la Mercury Zephyr).
Pour 1983, Ford a présenté un modèle «S» comme finition de base de la Fairmont Futura. Vendu uniquement en berline et uniquement avec le moteur 2,3 L, la radio et le rétroviseur droit de la Futura S sont devenus des options.

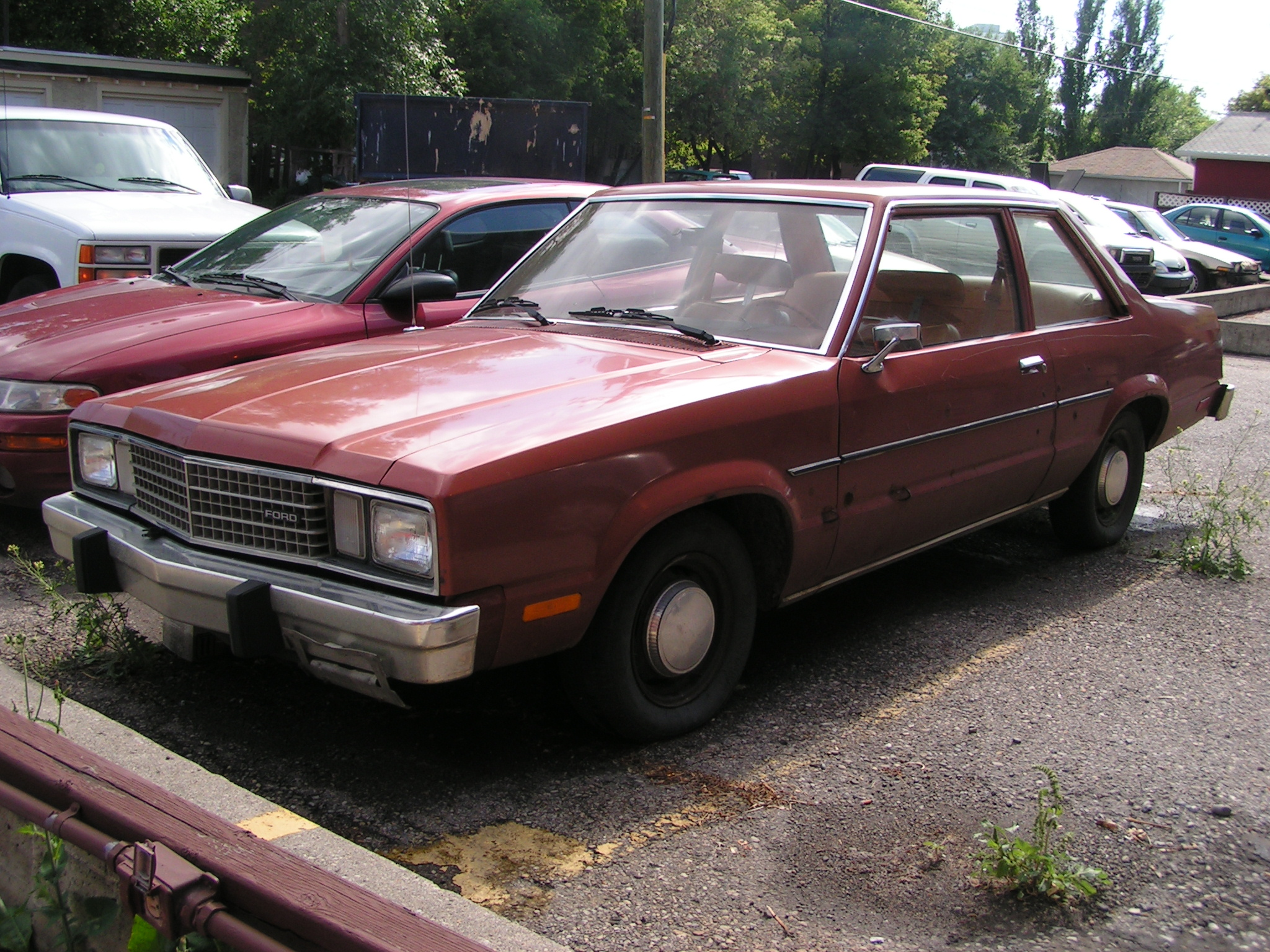
Ford Fairmont coupé
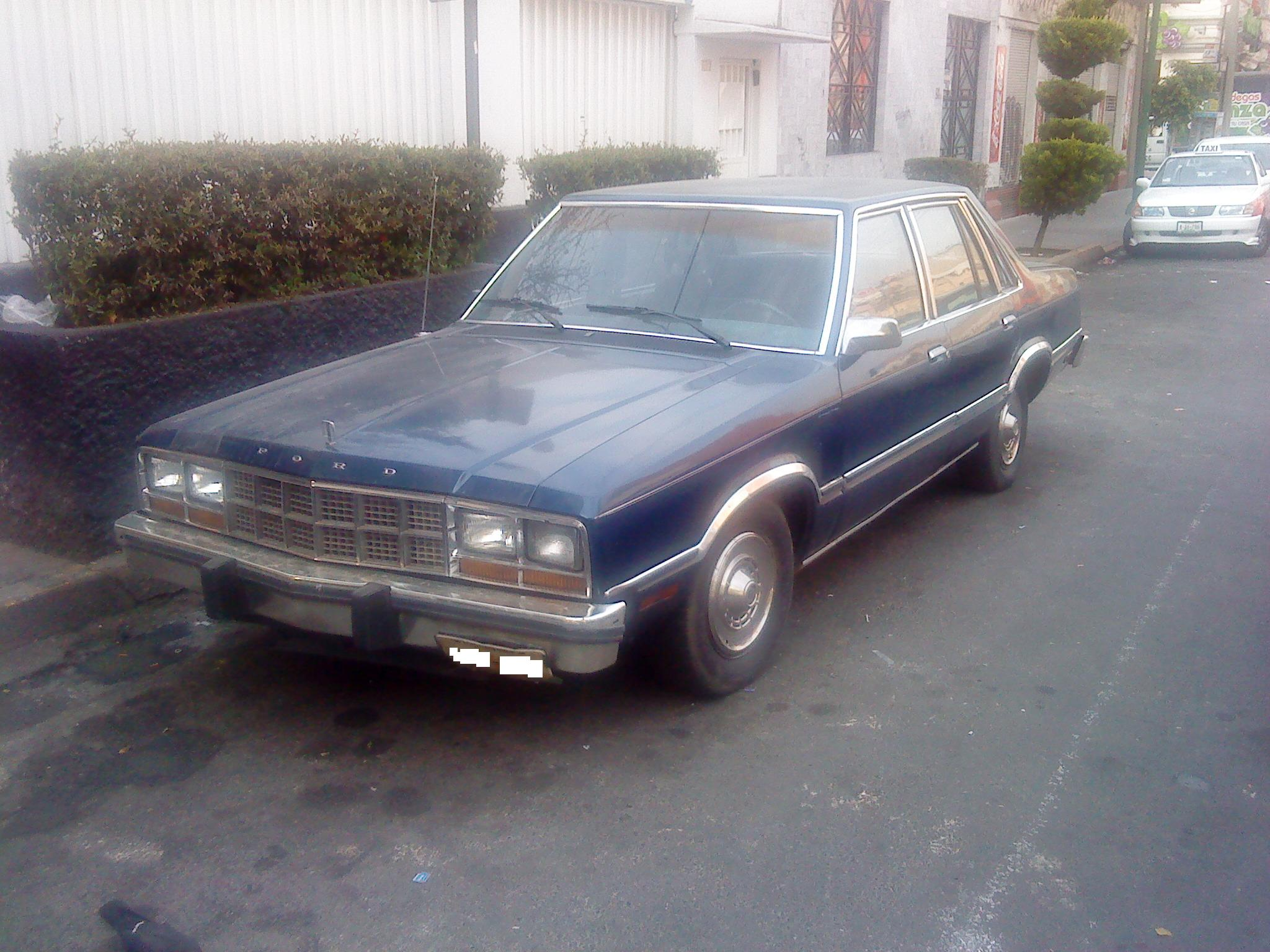
Ford Fairmont 4p 1982
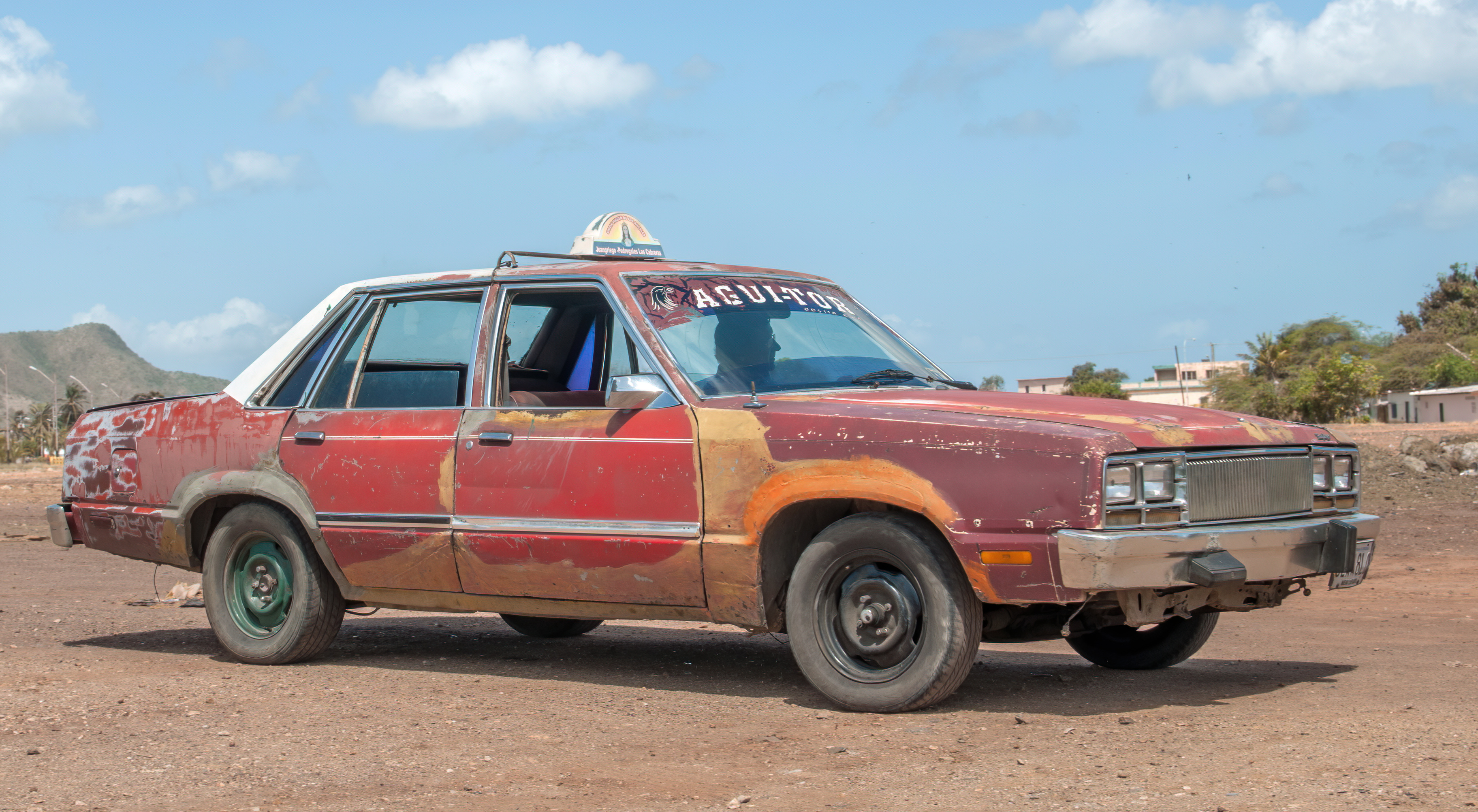
Ford Fairmont 1979, Taxi sur l'île Margarita
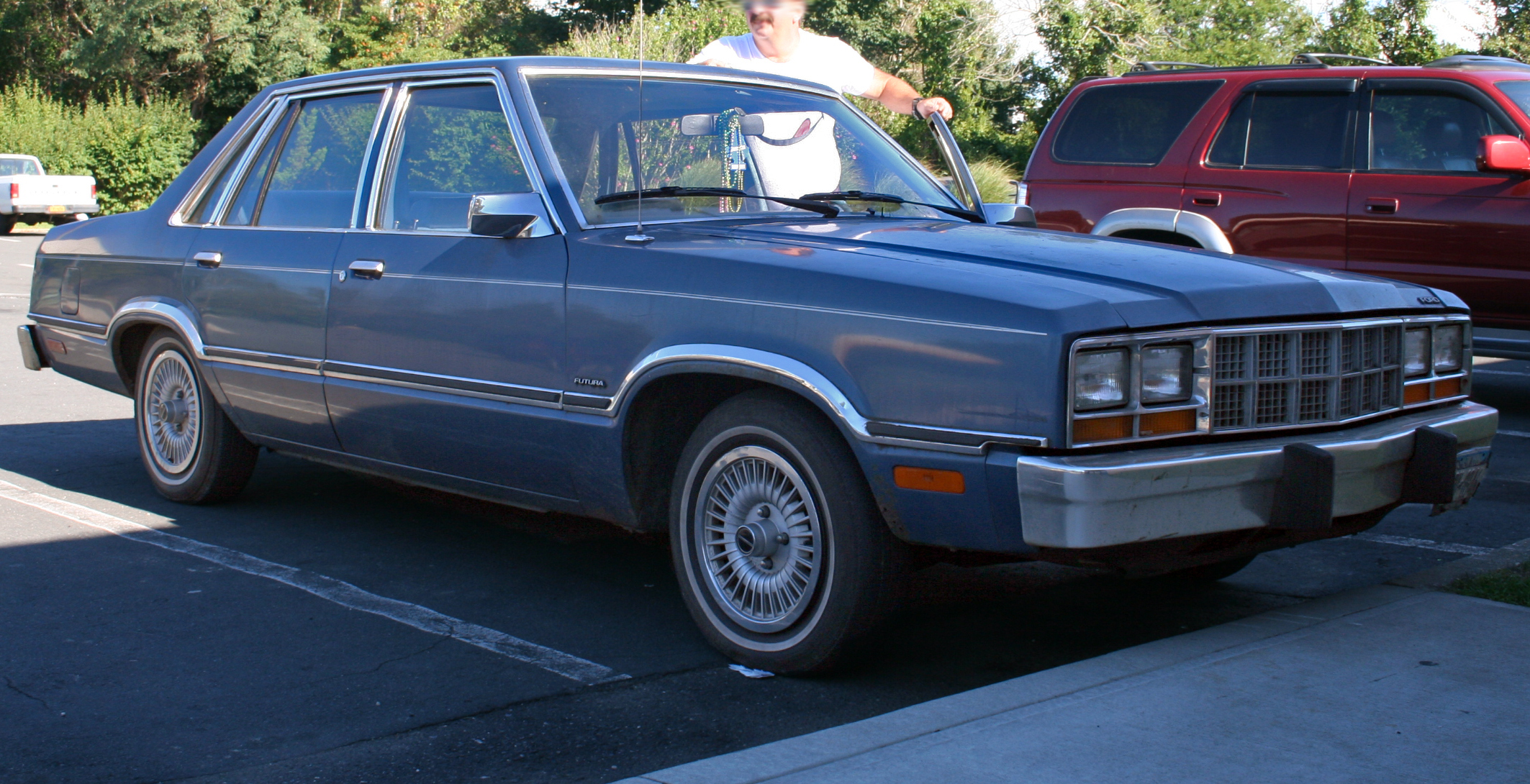
Ford Fairmont Futura 4p 1983

## Arrêt
Au début des années 80, Ford a entrepris une révision majeure de ses gammes de produits. Alors que Ford élargissait son utilisation des véhicules à traction avant dans le segment des voitures compactes et intermédiaires, l'utilisation de la plate-forme Fox à traction arrière s'est éloignée des voitures familiales. Après l'année modèle 1983, la Fairmont et la Zephyr ont mis fin à la production. Sorties en 1983 (en tant que modèles de début 1984), les Ford Tempo et Mercury Topaz à traction avant ont succédé à la Fairmont et à la Zephyr.
Comme Ford a rendu le logo Ovale Bleu de Ford aux véhicules nord-américains en 1983, la Fairmont était la seule gamme de modèle à utiliser le badge «FORD» (comme elle était dans sa dernière année de son cycle de modèle); la Thunderbird (qui a son propre logo) ne l'a jamais utilisé sur la calandre.

## Mercury Zephyr
À ne pas confondre avec Lincoln-Zephyr ou Lincoln Zephyr
Des années modèles 1978 à 1983, la Mercury Zephyr a été l'homologue Mercury de la Ford Fairmont, en remplacement de la Comet basée sur la Maverick. C'est le troisième véhicule de la Ford Motor Company à utiliser cette plaque signalétique, la Mercury Zephyr partage sa plaque signalétique avec la Lincoln-Zephyr de 1936–1940 et la Ford Zephyr de 1950–1972 (produit par Ford Grande-Bretagne). Au sein de la gamme Mercury, la Zephyr était insérée entre la Bobcat (remplacée en 1981 par la Lynx) et la Monarch (remplacée en 1981 par la Cougar).
Parallèlement à la Fairmont, la Zephyr a été produite sous forme de berlines deux et quatre portes, une familiale cinq portes et un coupé deux portes (la Zephyr Z-7). À l'extérieur, la Zephyr partageait des éléments de conception avec des véhicules Mercury du début des années 1980 (y compris les Lynx, Capri, Cougar et Marquis), y compris une calandre de style cascade, des feux arrière à nervures horizontales et des évents d'aile avant (non fonctionnels). Lors de son lancement, la Zephyr se distinguait par quatre phares (uniquement partagés avec la Fairmont Futura); pour 1980, la configuration des phares a été normalisée pour la Fairmont et la Zephyr.
Proposées à l'origine en finitions standard, ES (une successeur de la version ESS de la Monarch) et versions Ghia, pour 1981, elles ont toutes deux été remplacées par la version GS (l'équivalent de la Futura sur les Fairmont non coupé). Dans la lignée des autres véhicules Mercury, un break Villager à grain de bois a été produit.
Au début des années 1980, la Zephyr a été progressivement retirée de la gamme des modèles Mercury. Mercury a transféré le moteur V8 de 4,2 litres et le break à la Cougar pour l'année modèle 1982. Alors que Mercury passait sa gamme de modèles à la traction avant, la Zephyr a été remplacée par la Mercury Topaz, présenté comme un modèle du début de 1984.
À la suite de son utilisation par Mercury, le nom Zephyr a été utilisé par Lincoln une deuxième fois, pour la Lincoln Zephyr de 2006. Pour 2007, la Zephyr a été renommée Lincoln MKZ dans le cadre de l'utilisation des plaques signalétiques «MK» par Lincoln.

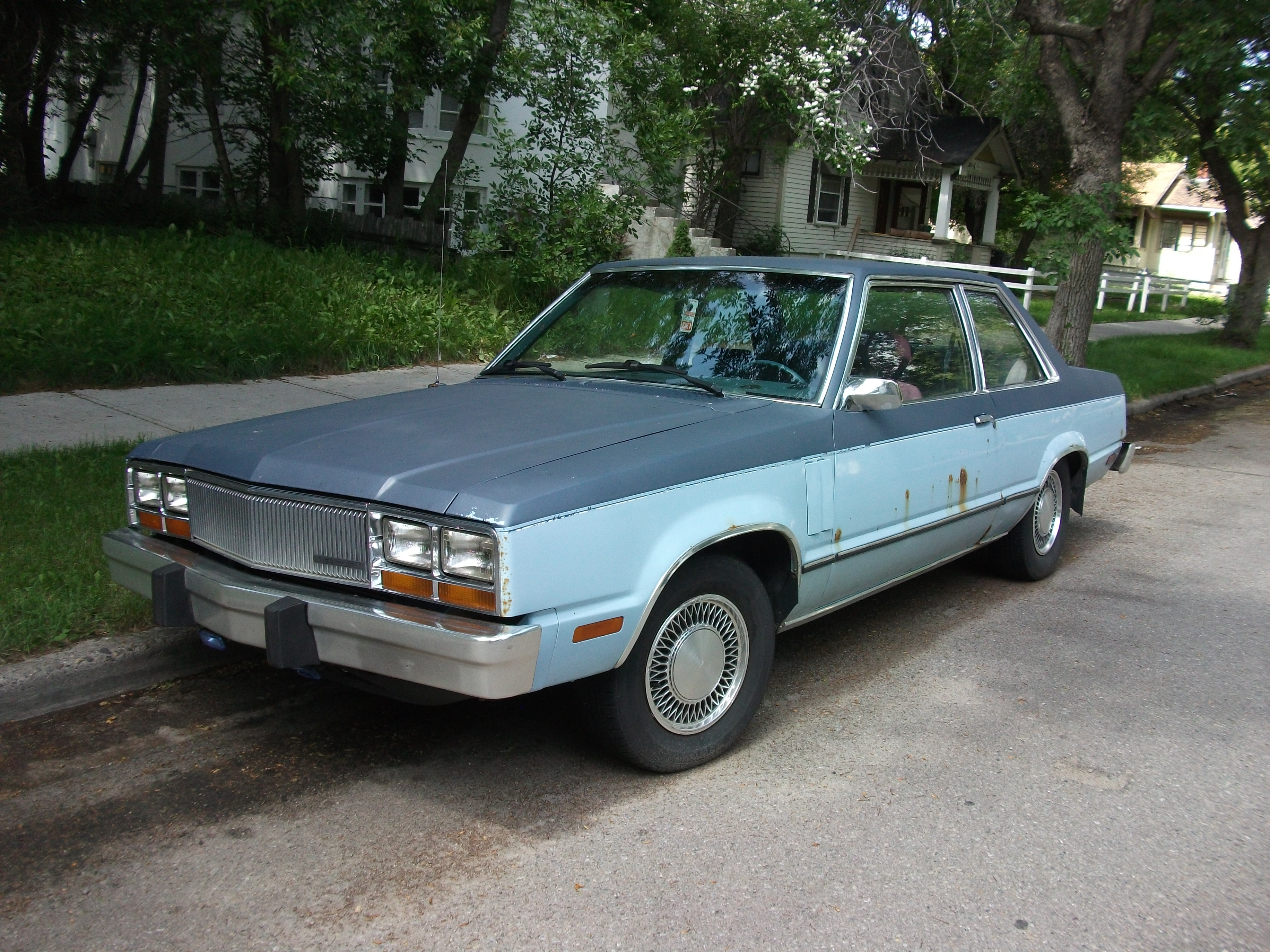
Zephyr two-door sedan
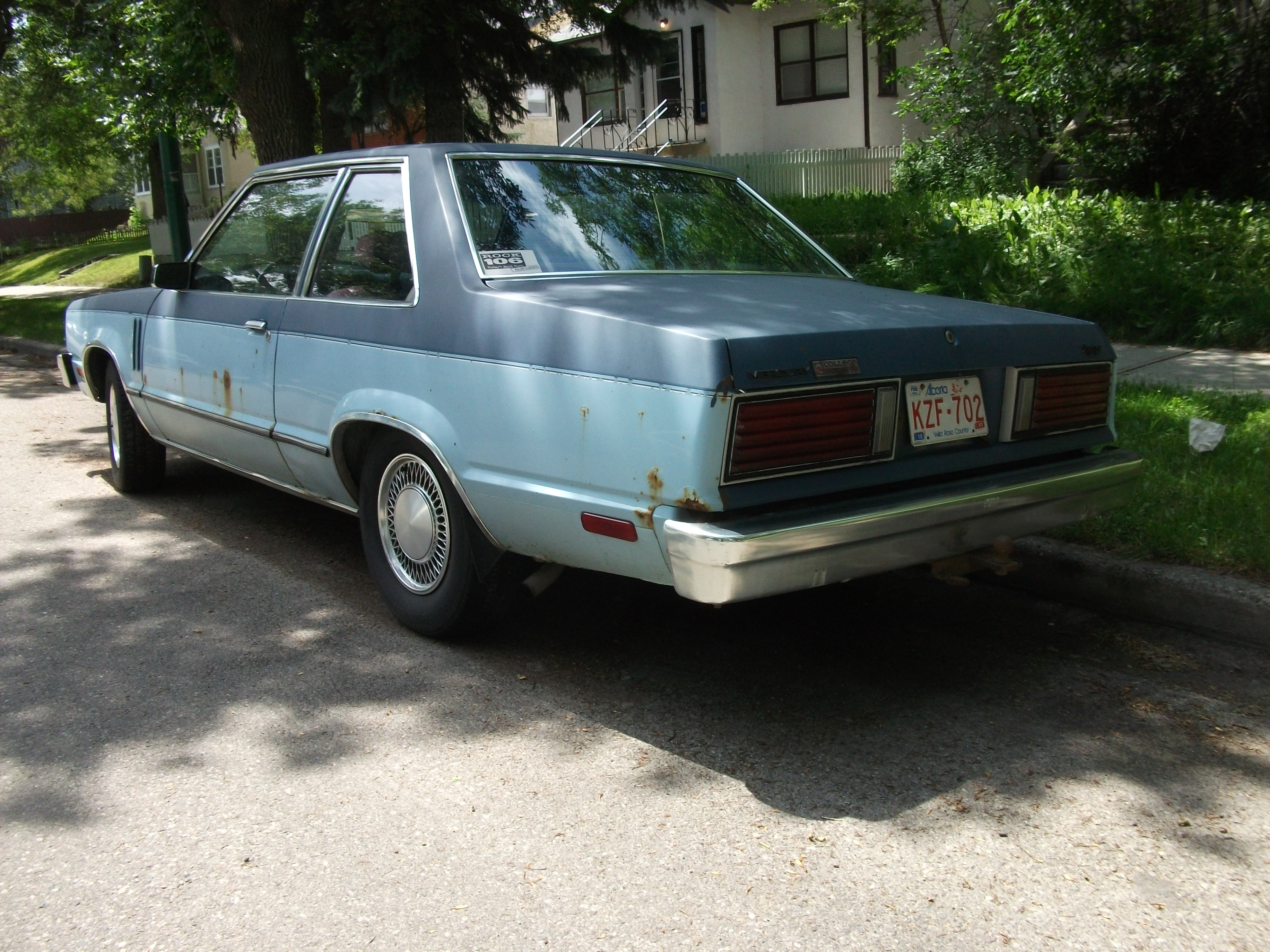
Zephyr two-door sedan rear
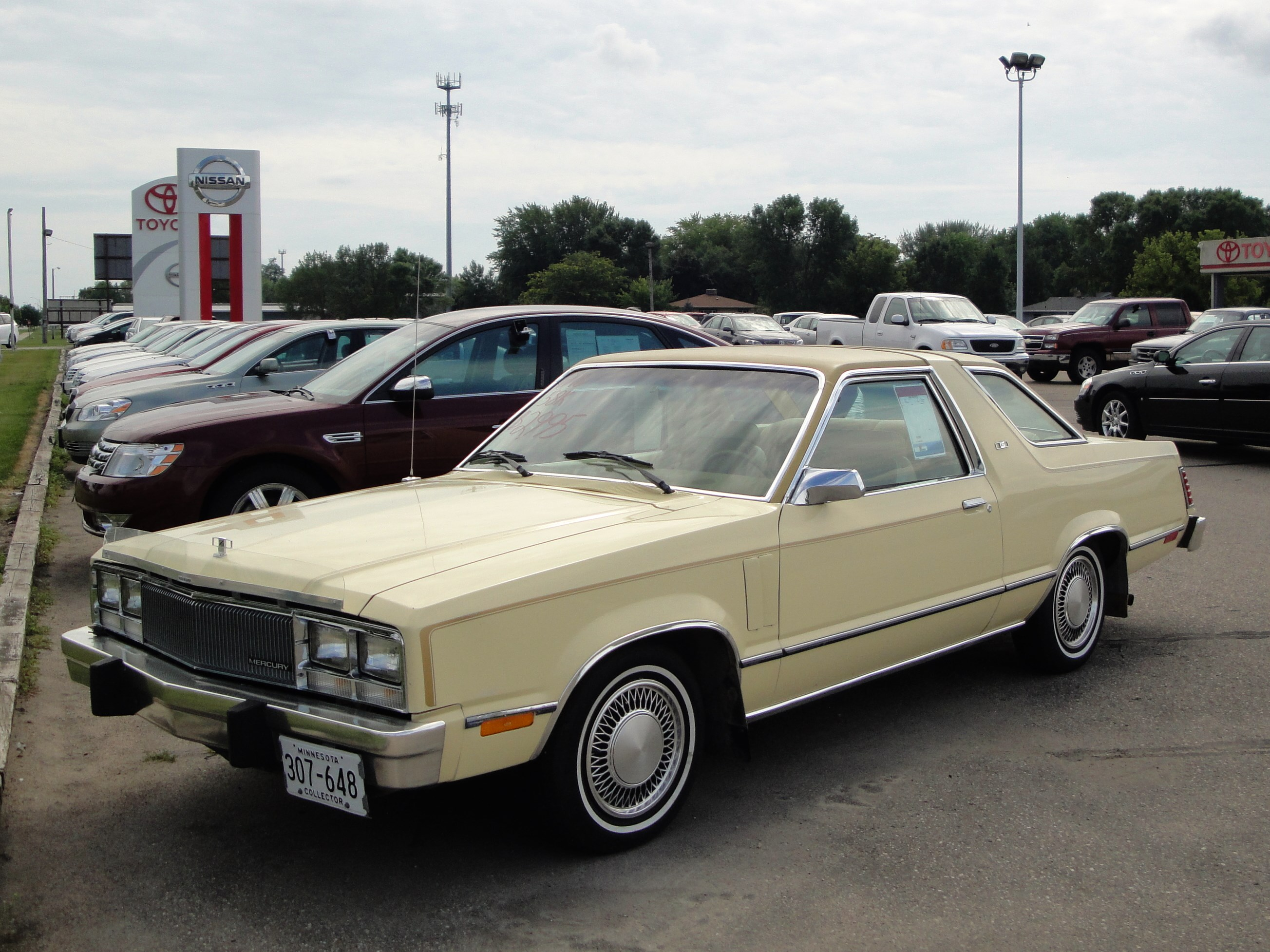
1978 Zephyr Z-7
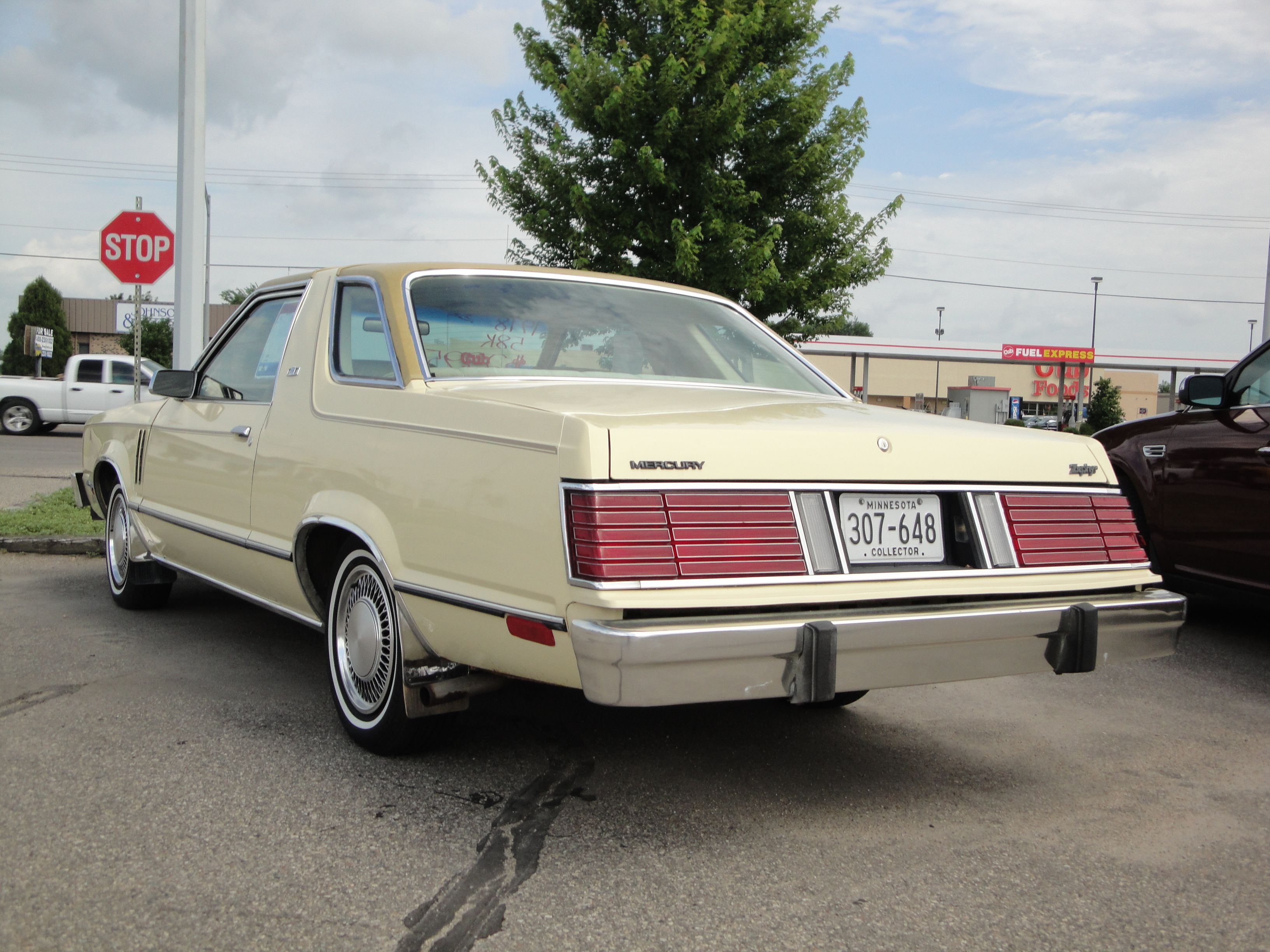
1978 Zephyr Z-7 rear
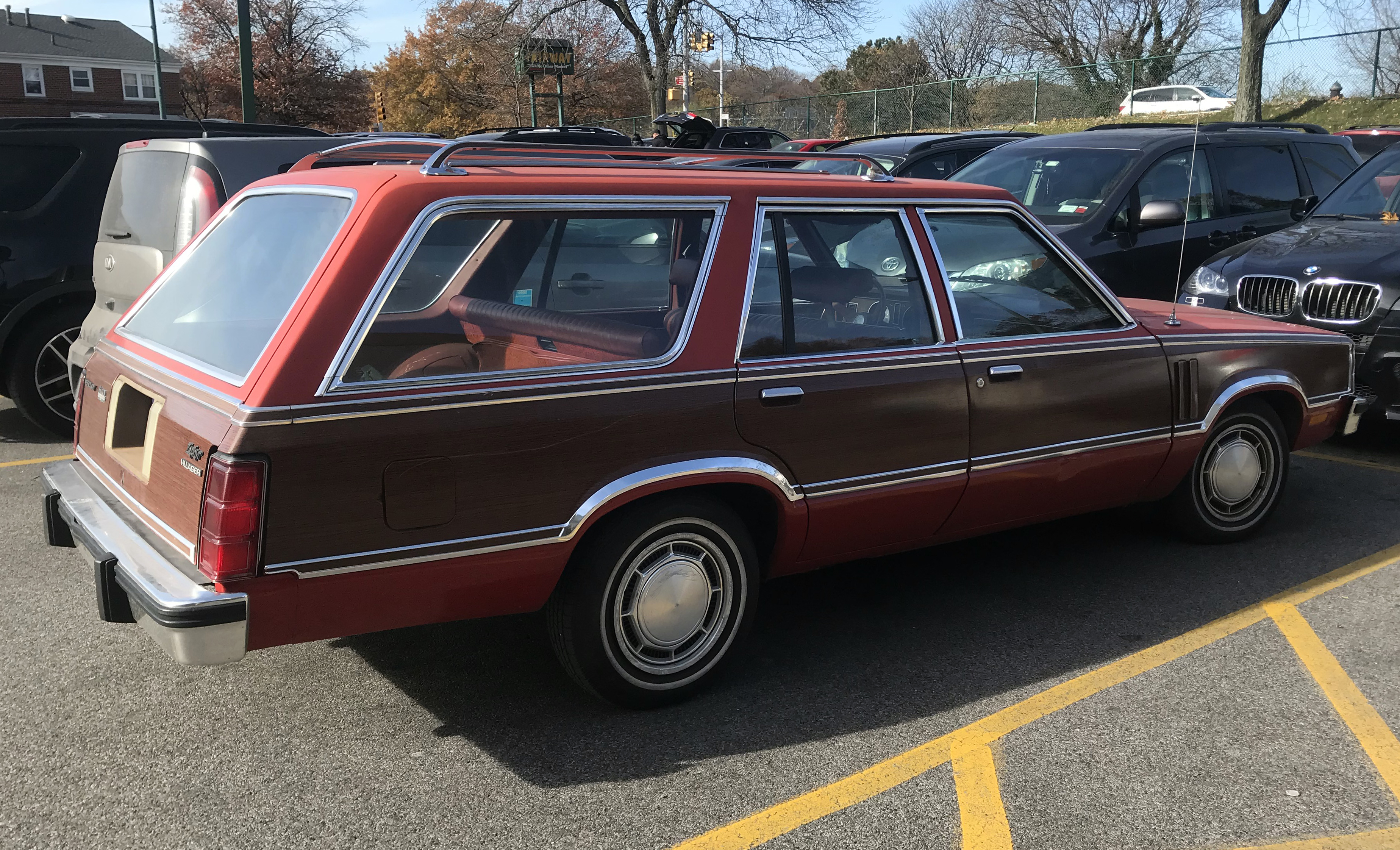
1978 Zephyr Villager

## Variantes

### Ford Durango
Article principal: Ford Durango

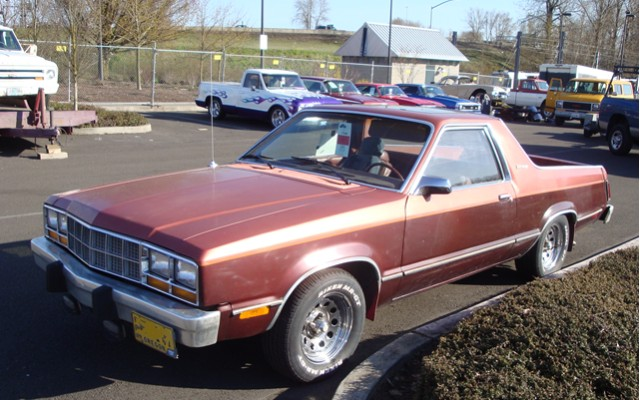
Ford Durango

Le Ford Durango a été produit par une coentreprise entre Ford et National Coach Corporation en 1981. Basé en grande partie sur le coupé Fairmont Futura, le Durango était un pick-up deux portes et deux places conçu pour remplacer le Ford Ranchero de 1977-1979 ainsi que concurrencer le Chevrolet El Camino / GMC Caballero de taille réduite. On estime qu'environ 200 exemplaires ont été produits.

### Option European Sport
L'option European Sport était une finition d'apparence et de suspension offerte de 1978 à 1980. Elle est abrégée "ES Option" ou "ESO". Les changements extérieurs comprenaient une calandre noire, une calandre de capot noire, des pare-chocs de luxe, des cadres de fenêtre noirs, des rétroviseurs extérieurs noirs, des persiennes de ventilation noires sur le montant C, des ceintures de caisse brillantes et des enjoliveurs de roue de style turbine. L'intérieur comportait de la moquette noire, un volant à trois branches gainé de cuir noir, un tableau de bord noir avec des garnitures grises et des sièges noirs ou couleur chamois. Le train de roulement a été modifié avec des ressorts plus rigides, des amortisseurs à valve et une barre anti-roulis arrière. L'ESO était monté sur des pneus radiaux DR78-14 avec des roues de 5,5 pouces, un demi-pouce plus large que les standards:32:33.

### Finitions Police et Taxi
En 1978, Ford a également mis à disposition des Fairmont spécialement préparés pouvant être utilisés comme voitures de police et taxis. Au départ, les seuls moteurs proposés pour ces applications étaient le six cylindres en ligne de 200 pouces cubes ou le V8 302. La documentation des produits Ford répertorie les caractéristiques spéciales suivantes pour les deux finitions:
- Transmission automatique avec verrouillage de la première vitesse
- Refroidisseur d'huile de transmission monté à l'extérieur
- Freins assistés
- Construction de carrosserie robuste avec renforts supplémentaires
- Ensemble de suspension robuste (police ou taxi), comprenant des ressorts à taux plus élevé, des broches trempées, des amortisseurs et des jambes de force spéciaux
- Ensemble de refroidissement avec radiateur à haute densité d'ailettes
- Roues robustes de 14 x 5,5 pouces

Au cours des années suivantes, le moteur quatre cylindres en ligne de 2,3 litres à aspiration naturelle est également devenu disponible.
Quelques berlines quatre portes à transmission automatiques et moteur turbo ont été utilisées pour les tests de la California Highway Patrol[réf. nécessaire].

## Autres marchés

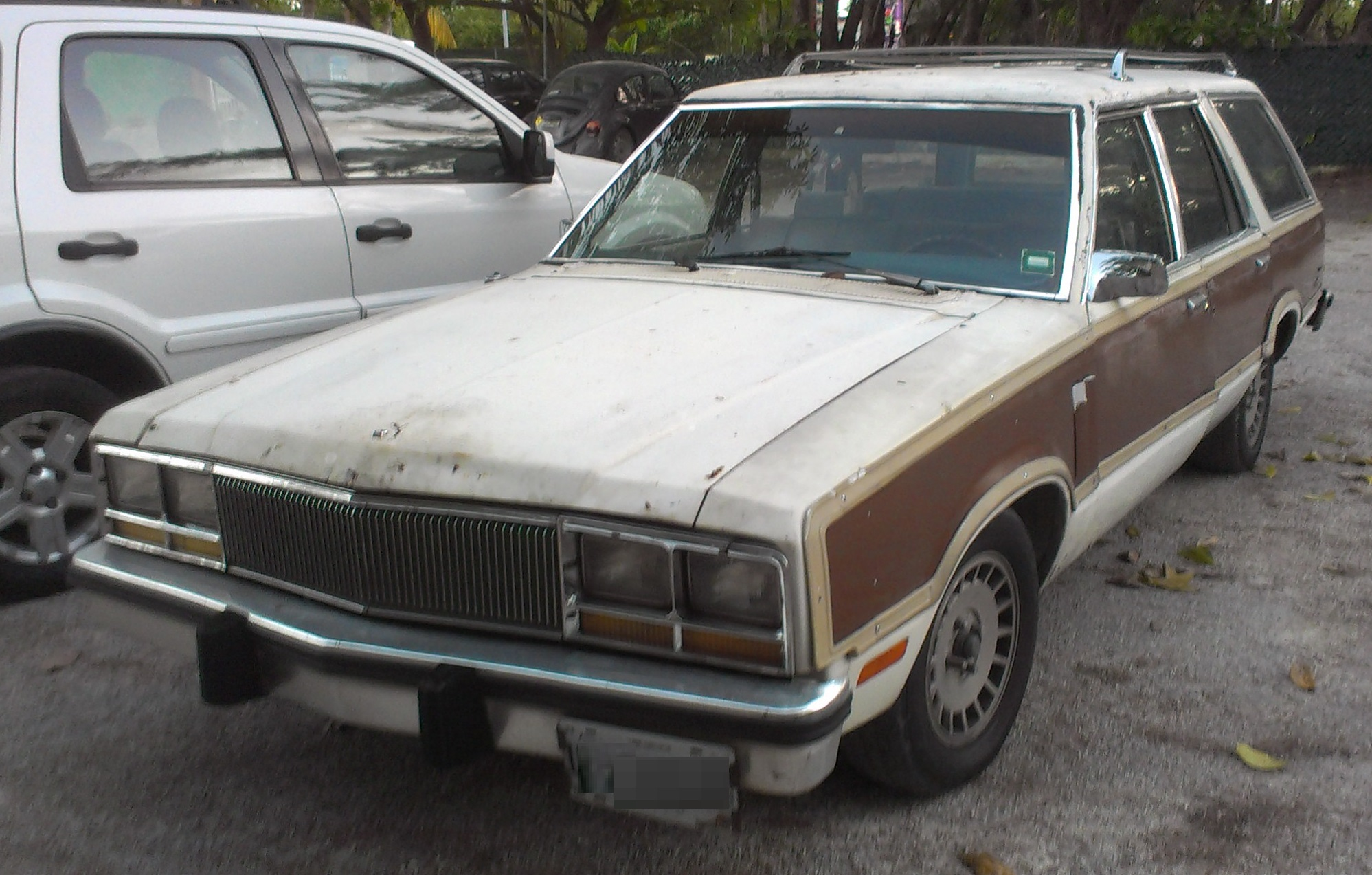
Ford Fairmont Squire (Mexico)

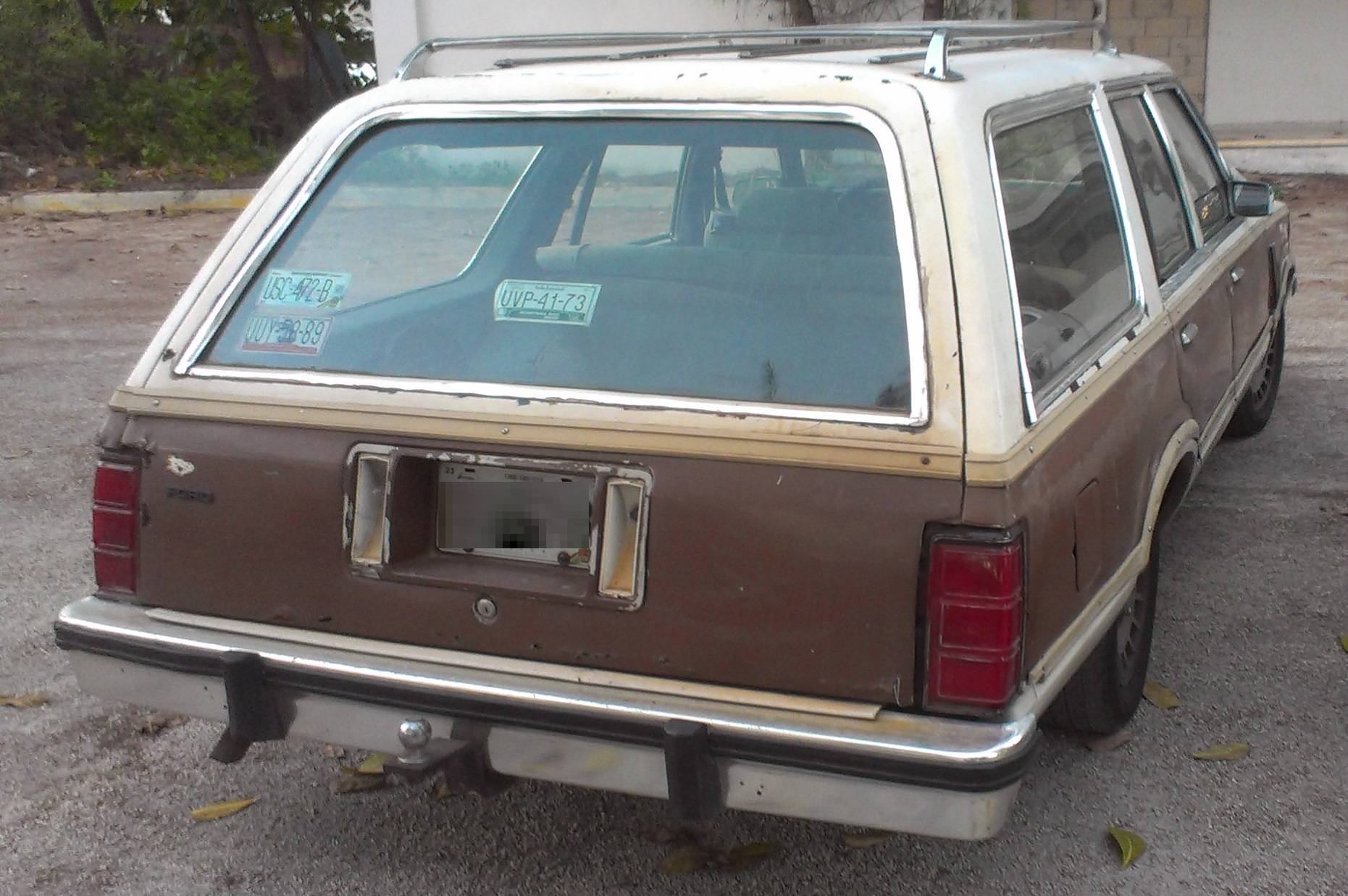
Ford Fairmont Squire (Mexico)

### Mexique
La Ford Fairmont a été introduite au Mexique à la fin de 1977 en tant que modèle de 1978, remplaçant la Ford Maverick qui y était produite localement. La Fairmont mexicaine était exclusivement disponible avec le moteur de 5,0 L (302) à transmission manuelle et automatique à trois vitesses. Elle était proposée en berline deux ou quatre portes et en familiale. Le coupé Futura avec sa ligne de toit distinctive de style Thunderbird n'a jamais été offert au Mexique. Au lieu de cela, il y avait une berline deux portes de niveau supérieur appelée Fairmont Elite. Elle se distingue des autres Fairmont par son niveau d'équipement supérieur et son toit en vinyle. Elle utilisait la calandre à quatre phares de la Fairmont Futura ainsi que les feux arrière et les persiennes de quart arrière de la Mercury Zephyr. Pour 1981, toutes les versions de la Fairmont ont eues quatre phares. La Fairmont standard continuait d'utiliser la calandre de la Futura tandis que la Fairmont Elite utilisait la calandre de la Mercury Zephyr.
Pour 1982, la Fairmont Elite a été rebaptisée Ford Elite II et était offerte en berlines deux et quatre portes. L'Elite II utilisait toute la partie avant et le pare-chocs arrière de la Ford Granada de 1982 d'Amérique du Nord. La Fairmont de base a adopté la calandre de la Mercury Zephyr utilisée sur la précédente Elite.
Pour 1983, la Fairmont a reçu un nouveau moteur V6 Essex de 3,8 L qui était vendu en plus du V8 existant. C'était la dernière année de la Fairmont car elle a été remplacée plus tard par la Ford Topaz qui était un assemblage hybride de la Mercury Topaz avec une extrémité avant de Ford Tempo.

### Venezuela
Une version de la Fairmont a été fabriquée au Venezuela où elle était vendue sous le nom de Ford Zephyr,. La Ford Futura était également vendue en tant que modèle individuel sans badge Fairmont.

## Accueil
Les critiques contemporaines étaient généralement favorables, beaucoup commentant la sensation "européenne" de la voiture et la comparant à la Volvo 240:27,.
La Fairmont de 1978 a été qualifiée de «la familiale (berline) Ford la plus efficace jamais construite du point de vue de l'espace par poids»:112.

## Sports mécaniques
En 1978, Bob Glidden a fait campagne avec une NHRA Pro Stock Futura propulsée par un V8 Cleveland. La voiture a remporté sa première course le 8 juillet 1978 à l'Edgewater Winston Championship Series, où elle a également établi un record national. D'autres victoires ont suivi au NHRA Grandnational, aux U.S. Nationals, aux Fall Nationals, aux finales mondiales et au Beech Bend WCS. Glidden a remporté son troisième titre de champion national avec la voiture. La Futura a été retirée à la fin de la saison 1978.